# Bisdom Łomża

Bisdommen in Polen
1. Aartsbisdom Białystok
2. Bisdom Drohiczyn
3. Bisdom Łomża

Het bisdom Łomża (Latijn: Dioecesis Lomzensis, Pools: Diecezja łomżyńska) is een in Polen gelegen rooms-katholiek bisdom met zetel in de stad Łomża. Het bisdom behoort tot de kerkprovincie Białystok, en is samen met het bisdom Drohiczyn suffragaan aan het aartsbisdom Białystok.

## Geschiedenis
- 25 maart 1798: Opgericht als bisdom Wigry
- 30 juni 1818: Hernoemd naar bisdom Sejny/Augustów
- 28 oktober 1925: Bisdom Sejny afgeschaft en bisdom Łomża opgericht
- januari 2009: titulair bisdom Sejny gecreëerd

## Bisschoppen van Łomża en Sejny
- 1818-1820: Jan Klemens Gołaszewski
- 1820-1823: Ignacy Stanisław Czyżewski
- 1825-1834: Mikołaj Jan Manugiewicz
- 1836-1847: Paweł Straszyński
- 1863-1869: Konstanty Ireneusz Łubieński
- 1872-1893: Piotr Paweł Wierzbowski
- 1897-1902: Antoni Baranowski
- 1910-1926: Antoni Karaś
- 1925-1926: Romuald Jałbrzykowski
- 1926-1948: Stanislaw Kostka Łukomski
- 1949-1969: Czeslaw Falkowski
- 1970-1982: Mikolaj Sasinowski
- 1982-1996: Juliusz Paetz
- 1996-2011: Stanisław Stefanek
- 2011-heden: Janusz Stepnowski

### Hulpbisschoppen in Łomża en Sejny
- 1828-1836: Stanisław Kostka Choromański
- 1918-1925: Romuald Jałbrzykowski
- 1930-1937: Bernardo Dembek
- 1938-1946: Tadeusz Pawel Zakrzewski
- 1946-1951: Paolo Ceslao Rydzewski
- 1952-1980: Aleksander Moscicki
- 1973-2006: Tadeusz Józef Zawistowski
- 1982-1992: Edward Eugeniusz Samsel
- 2006-heden: Tadeusz Bronakowski

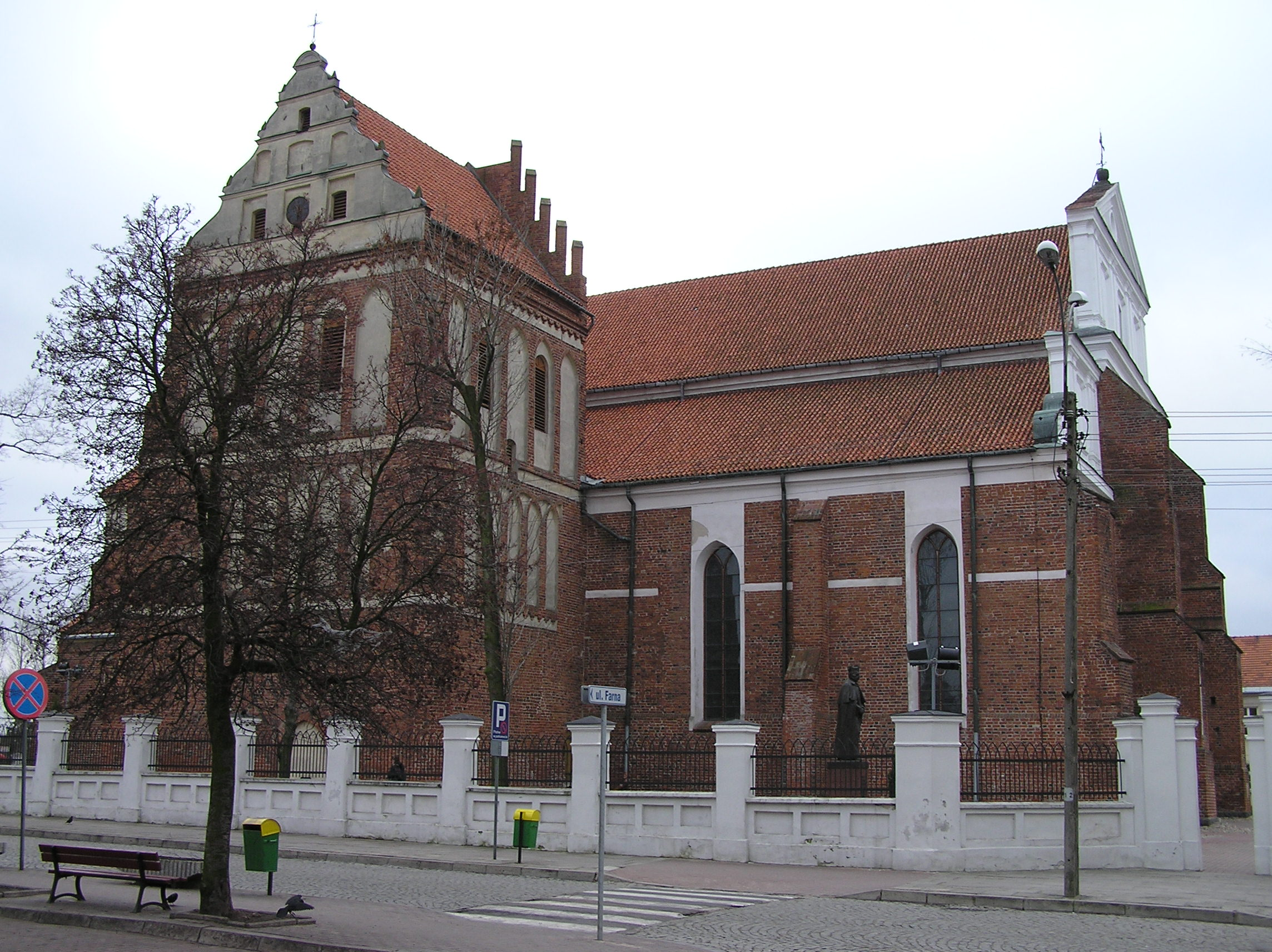
Kathedraal van Łomża